# Karl Theodor Stöpel
Karl Theodor Stöpel (* 14. März 1862 in Landau; † 22. Mai 1940 in Heidelberg) war ein deutscher Nationalökonom und Forschungsreisender. 

## Leben
Karl Theodor Stöpel, Sohn des Großgrundbesitzers Philipp Stöpel, besuchte die Realschule in Landau und Frankenthal und war anschließend Volontär in einem Bankhaus in Karlsruhe. Nach Absolvierung seines Militärdienstes als Einjährig-Freiwilliger 1883/84 arbeitete er in Bankhäusern in Frankfurt, Berlin, London und Paris. Von 1893 bis 1896 studierte er an den Universitäten Heidelberg und Berlin. 1896 bis 1899 unternahm er eine ausgedehnte Studienreise durch die USA, Kuba, Mexiko, wo er den Popocatépetl bestieg, Hawaii, Taiwan (Formosa), China, Korea und Sibirien. Auf Taiwan bestieg er am 26. Dezember 1898 als Erster den Berg Yushan (3.952 m, damals in Amerika und Europa unter dem Namen Mount Morrison und in Japan als Niitakayama bekannt), den höchsten Berg der Insel.:574 Ab dem Wintersemester 1899/1900 studierte er weiter an der Universität Heidelberg und wurde dort 1902 bei Karl Rathgen in Nationalökonomie promoviert. 1911 unternahm er eine Forschungsreise nach Ecuador und Kolumbien, wo er in San Agustín forschte.

## Schriften
- Eine Besteigung des Popocatepetl. In: Freie Presse für Texas, 11. März 1897 (Digitalisat).
- Über japanisches Bankwesen und Deutschlands Anteil am Welthandel und der Industrie Japans. R. Mühlmann, Halle 1898.
- Die deutsche Kaliindustrie und das Kalisyndikat. Eine volks- und staatswirtschaftliche Studie. Tausch & Grosse, Halle 1904 (Digitalisat).
- Eine Reise in das Innere der Insel Formosa und die erste Besteigung des Niitakayama (Mount Morrison): Weihnachten 1898. Companñía Sud-Americana de Billetes de Banco, Buenos Aires 1905 (archive.org).
- Die neuere Entwicklung Argentiniens. In: Verhandlungen des deutschen Kolonialkongresses. 1910, S. 1107–1142.
- Reformvorschläge zur Organisation der deutschen Kaliindustrie (Fiskuskartell). Tausch & Grosse, 1902 (Textarchiv – Internet Archive – Dissertation mit Lebenslauf im Anhang).
- Südamerikanische prähistorische Tempel und Gottheiten. Ergebnisse eigener Ausgrabungen in Ecuador und Südkolumbien. H. Minjon, Frankfurt 1912.
- Archeological discoveries in Ecuador and Southern Colombia during 1911; and the ancient Stone Monuments of San Agustin. In: Proceedings of the 18. International Congress of Americanists. London 1912, S. 251–258 (englisch).